# Jozef Kelemen
Jozef Kelemen (* 16. března 1951, Nové Zámky) je slovenský matematik a informatik.
Od roku 1999 působí na Filozoficko-přírodovědecké fakultě Slezské univerzity v Opavě.